# Vila Karla Hoffmanna
Vila Karla Hoffmanna je rodinná vila v Praze 4-Podolí v ulici Lopatecká. Od 7. listopadu 2011 je společně se zahradou chráněna jako nemovitá kulturní památka České republiky.

## Historie
Vila ve stylu klasicizující moderny byla postavena v letech 1924–1926 podle návrhu architekta Eduarda Hniličky pro houslistu Karla Hoffmanna, primária Českého kvarteta, a jeho zetě Ing. Ivana Šetlíka, zakladatele Spojených farmaceutických závodů.
Po roce 1989
Na jaře roku 2009 podal nový majitel žádost o povolení k demolici; toto bylo zamítnuto. Od roku 2011 je vila památkově chráněná a roku 2018 prošla rekonstrukcí.

## Popis
Třípodlažní dům má členitý půdorys přibližně ve tvaru písmene „L“. Na jižní straně z něj vystupuje půlkruhový rizalit, na západní mělký rizalit a na severovýchodní protáhlý vstupní koridor. Střecha vily je valbová, krytá šedým eternitem. Fasáda je růžovo-červená, bílé jsou vystupující architektonické prvky. Dochovány zůstaly původní dveře, okna, keramické vypínače, otopná tělesa nebo zábradlí schodiště.
Ve třech podlažích jsou v interiérech obytné a provozní místnosti, čtvrté podlaží je podkrovní. V severovýchodní části domu je dřevěné schodiště prostupující všemi patry, druhé schodiště mezi 1. a 2. nadzemním podlažím je situováno v severní části domu a vede do hudebního salonu.
Vila je obklopena rozsáhlou zahradou ohraničenou původním oplocením při ulici Lopatecká. Oplocení tvoří opěrná zeď s podezdívkou vystupující nad terén a železobetonové sloupky s výplněmi polí z kovových profilů. V zahradě západně od vily je novodobý bazén.
České kvarteto
Projekt vily zahrnoval prostor pro zkoušky Českého kvarteta. Hudební salon zasahoval na jihu do oválného rizalitu a otvíral se až k severnímu schodišti. Kvartetu zřídila dcera prof. Hoffmanna paní Dagmar Šetlíková v domě improvizované a neoficiální muzeum, které po roce 1964 předala Národnímu muzeu.
Pamětní deska

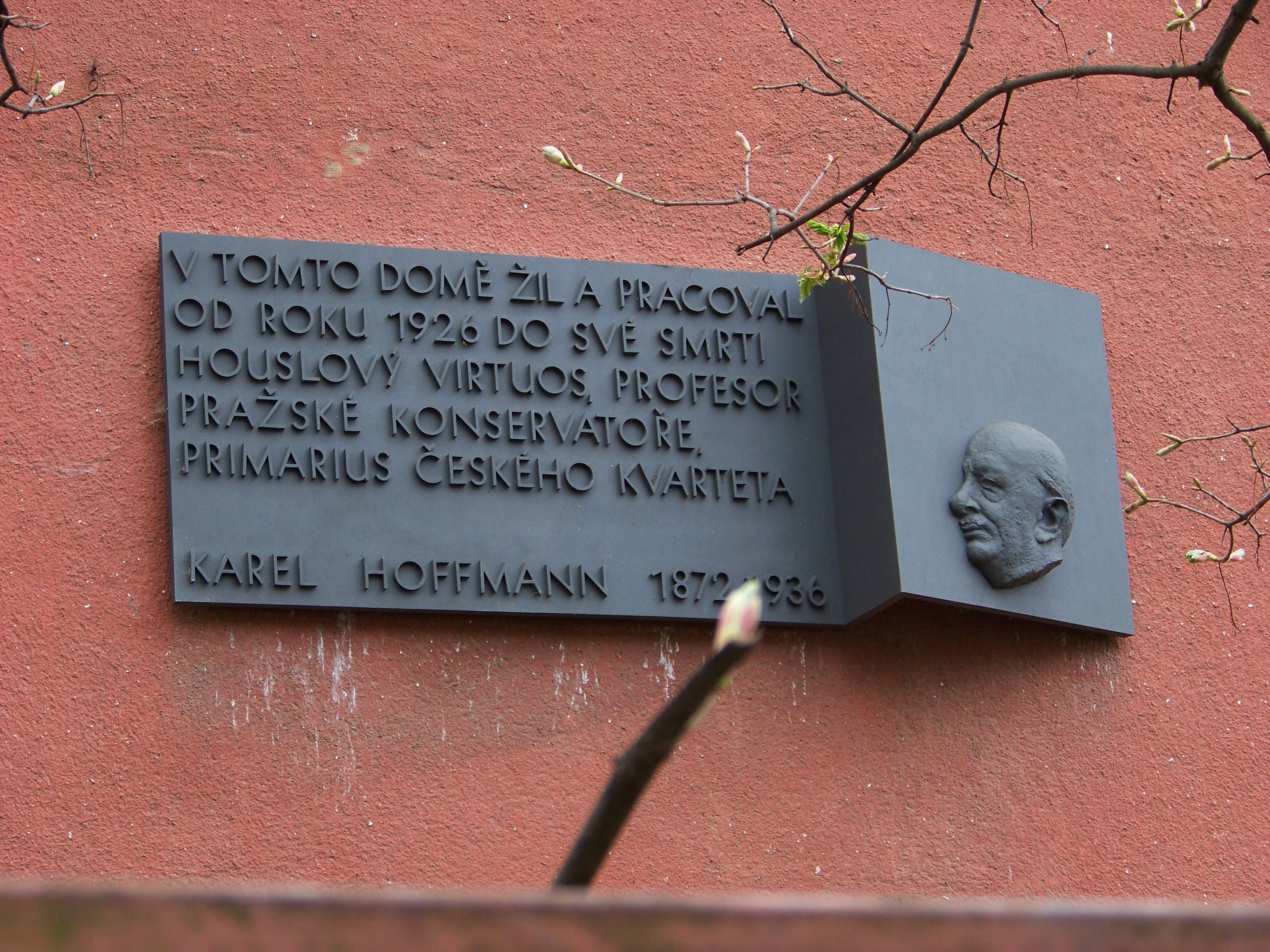

Na čelní stranu domu byla roku 1974 umístěna bronzová pamětní deska s reliéfní podobiznou a textem:
„V tomto domě žil a pracoval od roku 1920 do své smrti houslový virtuos, profesor pražské konservatoře, primárius českého kvarteta Karel Hoffmann „1872-1936“.
Její autorkou je sochařka Vlasta Prachatická, architektonické ztvárnění navrhl prof. Stanislav Kolíbal.